# Aquarium de la Guadeloupe
L'aquarium de la Guadeloupe est un aquarium public, situé à la marina de Bas du Fort à Gosier, dans le sud de Grande-Terre, une île de la Guadeloupe.
Il a été créé en 1985 et est le musée le plus visité de l’île.
Malgré sa taille relativement modeste (une trentaine de bassins d'un volume global de plus de 450 000 litres d'eau de mer), c'est le plus grand aquarium des Antilles par la richesse de sa collection. Près de 80 espèces de poissons et 50 espèces de coraux sont présentés au public afin qu'il découvre la richesse des fonds marins de la Mer des Caraïbes.
Il héberge et finance 2 associations : l'association Karet qui est le centre de soins des tortues marines de Guadeloupe, le seul des petites Antilles, et l'École de la Mer qui est une structure associative chargée d'éduquer les enfants sur l'environnement marin.
L'Aquarium de la Guadeloupe propose des écotours, qui sont des excursions pédago-écologiques sur la mangrove, le lagon et la barrière de corail. Ces excursions se déroulent dans le Grand Cul de Sac Marin et sont encadrées par un moniteur de plongée.

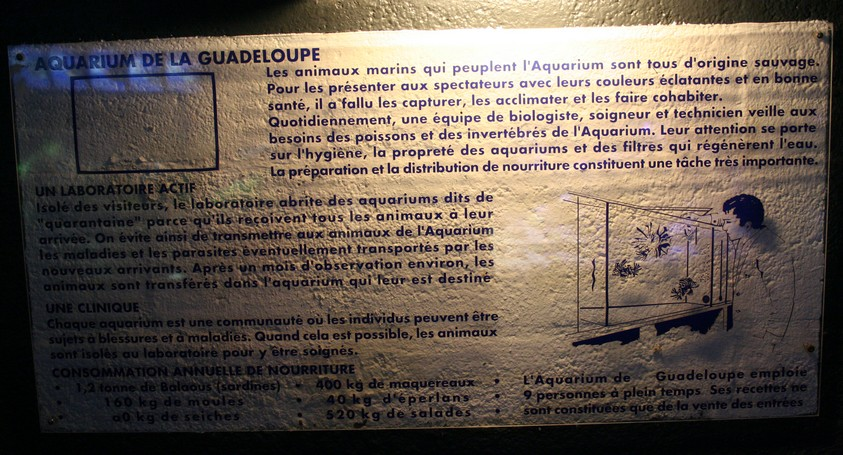
Fiche descriptive de l'aquarium
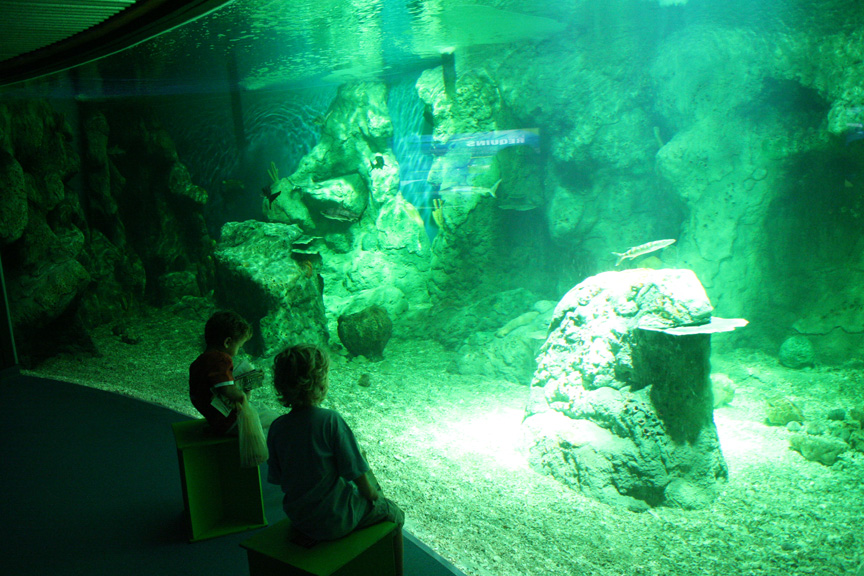
Le bassin aux requins
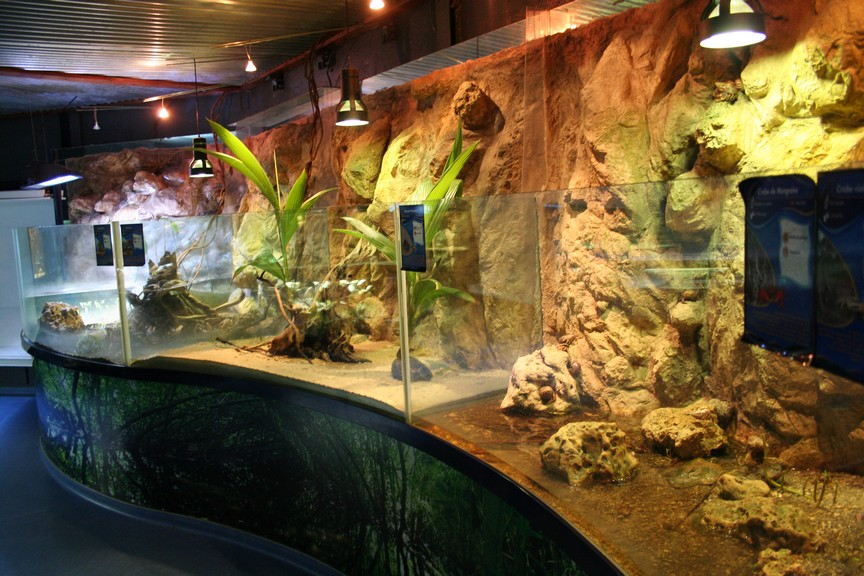
Vivariums
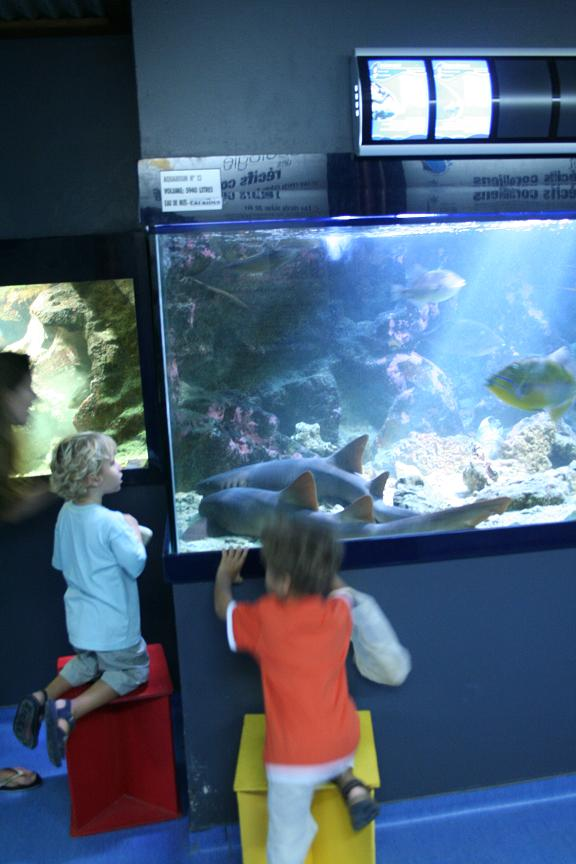
Des tabourets permettent aux enfants d'être à hauteur des bassins